# Donald Hall

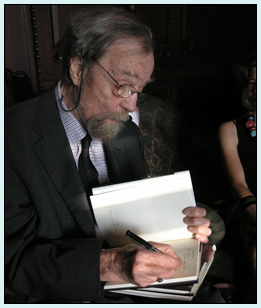
Donald Hall

Donald Hall (* 20. September 1928  in New Haven, Connecticut; † 23. Juni 2018 in Wilmot, New Hampshire) war ein US-amerikanischer Dichter und der 14. Poeta laureatus der USA. Im Juni 2006 wurde er zum Poet Laureate ernannt, im Oktober trat er die Stelle an. 2007 trat sein Nachfolger Charles Simic ein. Hall hatte an der Harvard-Universität und auch an der Oxford-Universität studiert. Er war Mitglied der American Academy of Arts and Letters (seit 1989) und der American Academy of Arts and Sciences (seit 1996).
Hall war bis zu deren Tode 1995 mit der Dichterin Jane Kenyon verheiratet.

## Werke
- Ox-Cart Man (1979)
- Poetry and Ambition : Essays 1982–88. (1988)
- Their Ancient Glittering Eyes. (1992)
- To Read a Poem. (1992)
- Without. (1998)
- The Best Day The Worst Day : Life with Jane Kenyon.  (2005)
- White Apples and the Taste of Stone. (2006)